# گریسالنیا
گریسالنیا (به اسپانیایی: Grisaleña) یک شهرستان در اسپانیا است.